# Сарыбьево
Сарыбьево — деревня в Луховицком районе Московской области. Деревня относится к сельскому поселению Астаповское. Бывшая железнодорожная платформа на линии Луховицы — Зарайск (существовала с 1894 года).
К настоящему моменту железнодорожная платформа бесследно исчезла. В месте, где существовала железнодорожная платформа находится пересечение автодороги, ведущей в Троицкие Борки, и железной дороги.
Во время Великой Отечественной войны деревня Сарыбьево и расположенная в ней одноимённая железнодорожная станция использовались для создания отправочного пункта на Зарайском участке Рязанского Особого Военного Округа.

## Население
| 2002 | 2006 | 2010 |
| ---- | ---- | ---- |
| 35   | ↘31  | →31  |

## Происшествия
1 февраля 1995 года в окрестностях деревни был убит депутат Государственной думы РФ Сергей Скорочкин, до этого похищенный из Зарайска предыдущим днём.